# Ansonia pilokensis
Ansonia pilokensis é uma espécie de anfíbio anuro da família Bufonidae. Está presente na Tailândia.